# 布拉加市政球场
布拉加市政球场 (葡萄牙語：Estádio Municipal de Braga)是坐落于葡萄牙城市布拉加的一座欧洲足联评定的“四星级球场”，容量大约为3万人。建立球场的最大初衷是为了2004年欧洲足球锦标赛，之后该球场成为了当地球队布拉加队的主场。2007年布拉加市政府同法国保险业巨头安盛(AXA)签订了冠名合作的合同，因此这座球场的名字曾經一度也叫作安盛球场。

## 特色

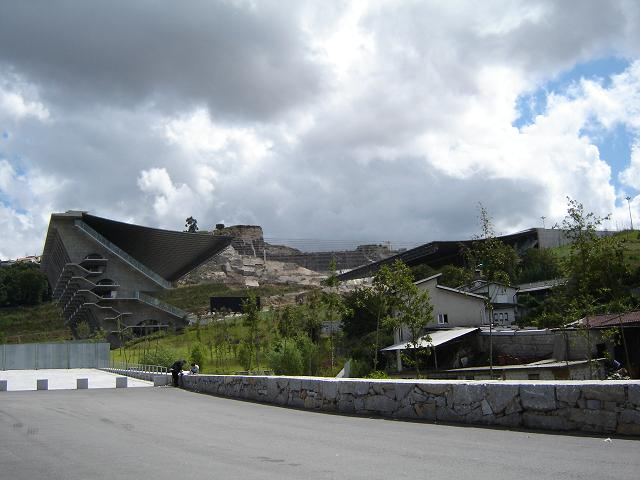
安盛球场

布拉加市政球场最大的特色在于球场依山而建而只有两侧看台，没有看台的两侧一侧为空地另一侧为山体，球场同自然的融为一体也为这座球场带来了与众不同的风格。